# Calanda Broncos 2016
Questa voce raccoglie le informazioni riguardanti i Calanda Broncos nelle competizioni ufficiali della stagione 2016. 

## Lega Nazionale A 2016

### Regular season
| Coira 28 marzo 2016, ore 14:00 1ª giornata | Calanda Broncos | 42 – 26 | Bern Grizzlies | Sportplatz Ringstrasse |

| Coira 10 aprile 2016, ore 14:00 3ª giornata | Calanda Broncos | 38 – 20 | Gladiators Beider Basel | Sportplatz Ringstrasse |

| Witikon 30 aprile 2016, ore 14:00 6ª giornata | Zürich Renegades | 21 – 42 | Calanda Broncos | Sportplatz Looren |

| Coira 7 maggio 2016, ore 18:00 7ª giornata | Calanda Broncos | 28 – 13 | Zürich Renegades | Sportplatz Ringstrasse |

| Winterthur 16 maggio 2016, ore 14:00 8ª giornata | Winterthur Warriors | 26 – 27 | Calanda Broncos | Sportpark Deutweg |

| Chavannes-près-Renens 29 maggio 2016, ore 14:00 10ª giornata | Lausanne LUCAF Owls | 49 – 66 | Calanda Broncos | Centro sportivo |

| Coira 5 giugno 2016, ore 14:00 11ª giornata | Calanda Broncos | 52 – 26 | Lausanne LUCAF Owls | Sportplatz Ringstrasse |

| Basilea 12 giugno 2016, ore 14:00 12ª giornata | Gladiators Beider Basel | 39 – 32 | Calanda Broncos | Stadion Rankhof |

| Coira 18 giugno 2016, ore 18:00 13ª giornata | Calanda Broncos | 52 – 7 | Winterthur Warriors | Sportplatz Ringstrasse |

| Berna 26 giugno 2016, ore 14:00 Recupero | Bern Grizzlies | 35 – 45 | Calanda Broncos | Stadio di atletica leggera Wankdorf |

### Playoff
| Coira 2 luglio 2016, ore 17:00 Semifinale | Calanda Broncos | 52 – 21 | Winterthur Warriors | Sportplatz Ringstrasse |

| Basilea 9 luglio 2016, ore 18:00 XXXI Swiss Bowl | Calanda Broncos | 35 – 42 | Bern Grizzlies | Stadion Rankhof |

## Statistiche di squadra
| Competizione | %Vittorie | In casa | In casa | In casa | In casa | In casa | In casa | In trasferta | In trasferta | In trasferta | In trasferta | In trasferta | In trasferta | Totale | Totale | Totale | Totale | Totale | Totale |
| Competizione | %Vittorie | G       | V       | N       | P       | Pf      | Ps      | G            | V            | N            | P            | Pf           | Ps           | G      | V      | N      | P      | Pf     | Ps     |
| ------------ | --------- | ------- | ------- | ------- | ------- | ------- | ------- | ------------ | ------------ | ------------ | ------------ | ------------ | ------------ | ------ | ------ | ------ | ------ | ------ | ------ |
| Campionato   | .900      | 5       | 5       | 0       | 0       | 212     | 92      | 5            | 4            | 0            | 1            | 212          | 170          | 10     | 9      | 0      | 1      | 424    | 262    |
| Playoff      | .500      | 2       | 1       | 0       | 1       | 87      | 63      | -            | -            | -            | -            | -            | -            | 2      | 1      | 0      | 1      | 87     | 63     |
| Totale       | .833      | 7       | 6       | 0       | 1       | 299     | 155     | 5            | 4            | 0            | 1            | 212          | 170          | 12     | 10     | 0      | 2      | 511    | 325    |